# Envie de vivre
Envie de vivre är en låt framförd av den belgiska sångerskan Nathalie Sorce. Låten representerade Belgien vid Eurovision Song Contest 2000 i Stockholm i Sverige. Låten är skriven av Silvio Pezzuto.
Bidraget framfördes i finalen den 13 maj 2000. Det slutade på tjugofjärde plats med 2 poäng och blev därmed sist.